# Gymnoascus reessii
Gymnoascus reessii  is een schimmel, die behoort tot de ascomyceten. De schimmel komt wijdverspreid voor op het Noordelijk halfrond. De schimmel komt voor op uitwerpselen van verschillende dieren, zoals die van de coyote, olifant, vos, haas, hagedis, stekelvarken en schaap.
Het ascocarp is een oranje-rood, 170 - 450 μm groot gymnothecium met aanhangsels, die gekromd en vertakt zijn en een haak hebben. De wand van het gymnothecium bestaat uit dikwandige, rode schimmeldraden, die duidelijk verschillen van de andere schimmeldraden. De min of meer ronde sporenzakjes zijn 8 - 12 μm groot. De lichtgele, ronde, gladde ascosporen zijn 3–4 μm lang.
De schimmel produceert de antibacteriële stof roquefortine E, een diketopiperazine en chloropolyenylpyrrool. Verder produceert de schimmel de polyenylpyrrolen rumbrine, auxarconjugatine A, 12E-isorumbrine en polyenylfuranen zoals  gymnoconjugatinen A en B.